# Codebase
Il termine codebase, o code base, è usato nello sviluppo del software per indicare l'intera collezione di codice sorgente usata per costruire una particolare applicazione o un particolare componente. Tipicamente, il codebase include solo file di codice sorgente scritto a mano, e non ad esempio file di codice sorgente generati da altri tool o file binari di libreria. Tuttavia, generalmente il codebase include file di configurazione e delle proprietà.
Il codebase per un progetto è tipicamente contenuto in un repository di controllo sorgente. Un repository di codice sorgente è un luogo dove viene custodita una gran quantità di codice sorgente, sia pubblico che privato. Spesso vengono usati per progetti a cui partecipano più sviluppatori per tenere in memoria varie versioni del programma e in modo tale che gli sviluppatori carichino i vari aggiornamenti di codice in un flusso organizzato. Tra gli strumenti software più utilizzati per gestire tali flussi di dati ricordiamo Git e Subversion.